# 克赖尔斯海姆
克赖尔斯海姆（德語：Crailsheim，發音：[ˈkʁaɪlsˌhaɪm] ⓘ）是德国巴登-符腾堡州斯图加特行政区施瓦本哈尔县的城市，面积109.08平方千米，2023年12月31日人口为36,239人。

## 友好城市
克赖尔斯海姆与以下城市结为友好城市：
- 波蘭 比烏戈拉伊
- 立陶宛 尤爾巴爾卡斯區
- 法國 帕米耶
- 美国 沃辛顿